# Босненска бановина
Босненската бановина (на босненски: Bosanska banovina) е средновековна държава в Югоизточна Европа през XII-XIV век.
Създадена е през 1154 година, когато първият ѝ владетел Борич получава титлата бан от краля на Унгария. Босненската бановина е формално васална на Унгария, но на практика се управлява самостоятелно, обхващайки значителна част от днешната Босна и Херцеговина, както и някои съседни области. Съществена роля в историята ѝ играе самостоятелната Босненска църква, смятана за еретична и от католици, и от православни. Бановината съществува до 1377 година, когато последният бан Твръдко се обявява за крал, поставяйки началото на Кралство Босна.

## Босненски банове
- Борич (1154 – 1163)
- Кулин (1180 – 1204)
- Стефан Кулинич (1204 – 1221)
- Матей Нинослав (1232 – 1250)
- Приезда I (1250 – 1287)
- Стефан I Котроманич (1287 – 1314)
- Приезда II (1287 – 1290)
- Стефан II Котроманич (1322 – 1353)
- Твърдко I (1353 – 1377)